# Liste der Biografien/Luf
Liste der Biografien |
Portal Biografien |
Personensuche
# |
A |
B |
C |
D |
E |
F |
G |
H |
I |
J |
K |
L |
M |
N |
O |
P |
Q |
R |
S |
T |
U |
V |
W |
X |
Y |
Z |
?
 
La |
Lb |
Lc |
Le |
Lg |
Lh |
Li |
Lj |
Ll |
Lm |
Lo |
Lp |
Lt |
Lu |
Lv |
Lw |
Lx |
Ly |
Lz
 
Lua |
Lub |
Luc |
Lud |
Lue |
Luf |
Lug |
Luh |
Lui |
Luj |
Luk |
Lul |
Lum |
Lun |
Luo |
Lup |
Luq |
Lur |
Lus |
Lut |
Luu |
Luv |
Luw |
Lux |
Luy |
Luz
Die Liste der Biografien führt alle Personen auf, die in der deutschsprachigen Wikipedia einen Artikel haben. Dieses ist eine Teilliste mit 54 Einträgen von Personen, deren Namen mit den Buchstaben „Luf“ beginnt.

## Luf
- Luf, Gerhard (* 1943), österreichischer Rechtswissenschaftler

### Lufe
- Lufen, Claus (* 1966), deutscher Fernsehmoderator und Sportreporter
- Lufen, Marlene (* 1970), deutsche FernsehmoderatorinMarlene Lufen (* 1970)

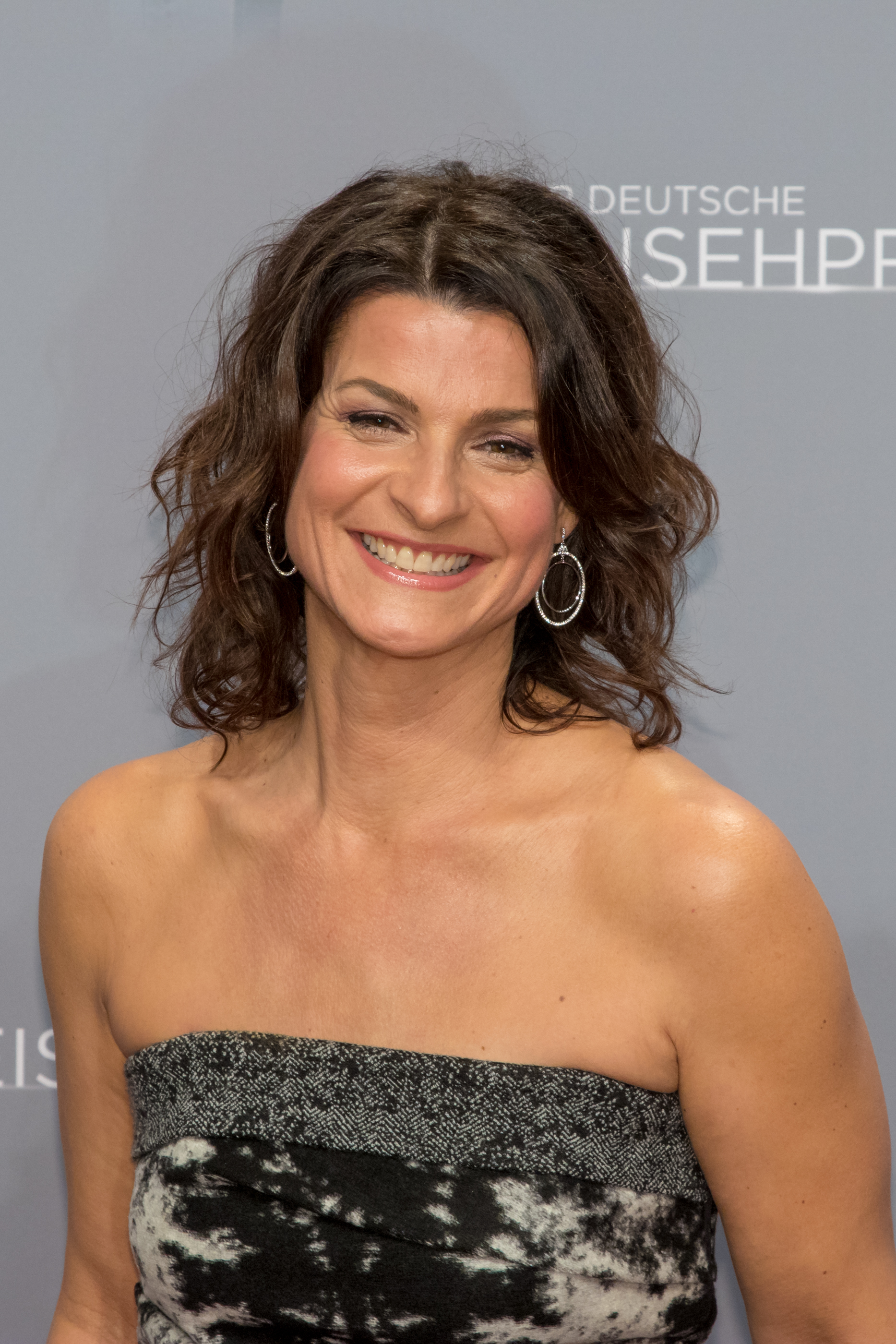
Marlene Lufen (* 1970)

- Lufer, Abram Michailowitsch (1905–1948), ukrainischer Pianist

### Luff
- Luff, Matt (* 1997), kanadischer Eishockeyspieler
- Lufft, August (1801–1887), deutscher Verwaltungsjurist
- Lufft, Eckardt (* 1876), deutscher Maschinenbauingenieur und Manager
- Lufft, Hans (1495–1584), deutscher Buchdrucker in der Lutherzeit
- Lufft, Peter (1911–1997), deutscher Maler und Fotograf, Kunst- und Theaterkritiker, Publizist und Galerist
- Lufft, Till (1940–2022), deutscher Sportfunktionär
- Lufft, Werner (1898–1984), deutscher Jurist und Politiker (SPD, SED), MdR

### Lufk
- Lufkin, Olivia (* 1979), japanische Sängerin
- Lufkin, Sam (1891–1952), US-amerikanischer Schauspieler
- Lufkin, Willfred W. (1879–1934), US-amerikanischer Politiker

### Luft
- Luft, Adolf (1939–2022), deutscher Fußballspieler
- Luft, Andreas (* 1972), deutsch-schweizerischer Facharzt für Neurologie und Neurorehabilitation
- Luft, Christa (* 1938), deutsche Gesellschaftswissenschaftlerin und Politikerin (SED/PDS), MdV, Wirtschaftsministerin (DDR), MdB, inoffizielle Mitarbeiterin der DDR-Staatssicherheit
- Luft, Christian (* 1962), deutscher politischer Beamter, Staatssekretär
- Luft, Christine (* 1949), deutsche Politikerin (SPD), MdA
- Luft, Erich (1908–1960), deutscher Politiker (BHE), MdL Bayern
- Luft, Friedrich (1911–1990), deutscher Theaterkritiker
- Luft, Friedrich (* 1942), US-amerikanischer Mediziner
- Luft, Gerda (1898–1986), deutsch-israelische Journalistin und Schriftstellerin
- Luft, Helmut (* 1924), deutscher Psychoanalytiker und Autor
- Luft, Herbert G. (1907–1992), deutsch-amerikanischer Journalist und Filmproduzent
- Luft, Irene (* 1977), deutsche Modeschöpferin
- Lüft, Johann Baptist (1801–1870), deutscher katholischer Theologe und Pfarrer
- Luft, Krzysztof (* 1958), polnischer Filmschauspieler, Journalist und Manager
- Luft, Lorna (* 1952), US-amerikanische Sängerin und SchauspielerinLorna Luft (* 1952)

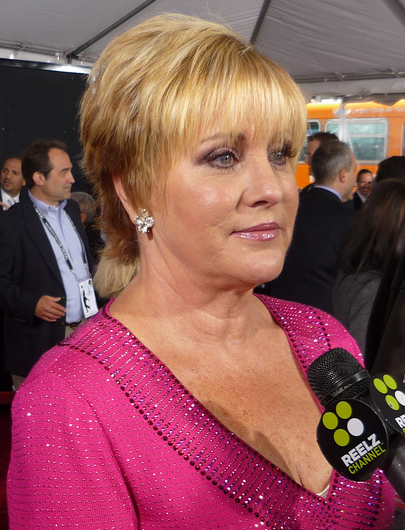
Lorna Luft (* 1952)

- Luft, Lya (1938–2021), brasilianische Schriftstellerin und Übersetzerin
- Luft, Molly (1944–2010), deutsche Prostituierte und Bordellbetreiberin
- Luft, Norbert W. (1919–1997), deutscher Chemiker, Rektor der Hochschule Konstanz (1977–1980)
- Luft, Peter (* 1942), deutscher Fußballspieler
- Luft, Protógenes José (* 1949), brasilianischer römisch-katholischer Ordensgeistlicher, Bischof von Barra do Garças
- Luft, Rob (* 1993), britischer Jazzmusiker (Gitarre, Komposition)
- Luft, Robert (* 1956), deutscher Osteuropahistoriker
- Luft, Rolf (1914–2007), schwedischer Endokrinologe
- Luft, Sabina (* 1966), deutsche Schauspielerin
- Luft, Sebastian (* 1969), Philosoph und Hochschullehrer
- Luft, Sidney (1915–2005), US-amerikanischer Filmproduzent
- Luft, Stefan (* 1961), deutscher Politikwissenschaftler
- Luft, Thomas (* 1967), deutscher Schauspieler und Regisseur
- Luft, Ulrich Cameron (1910–1991), deutscher Physiologe
- Luft, Uriel (1933–2017), kanadischer Schauspieler und Kulturmanager
- Luft, Volker (* 1964), deutscher Komponist und Gitarrist
- Lüftenegger, Claudia (* 1976), deutsche Schauspielerin
- Luftensteiner, Rudolf (* 1957), österreichischer römisch-katholischer Theologe und Ordensreferent
- Luftensteiner, Wolfgang (* 1955), österreichischer Manager und Politiker (SPÖ)
- Lüfthildis, rheinische Lokalheilige
- Lüftl, Walter (* 1933), österreichischer Bauingenieur und Holocaustleugner
- Lüftner, Egmont (1931–2009), österreichischer Musikmanager
- Lüftner, Julian (* 1993), österreichischer Snowboarder
- Lüftner, Kai (* 1975), deutscher Kinder- und Jugendbuchautor, Musiker, Komponist, Hörbuch-Bearbeiter und Regisseur
- Lüftner, Kurt (* 1912), deutscher Mediziner und Politiker (NDPD), MdV